# Polites (metgezel van Odysseus)
Polites was een metgezel van Odysseus, die één keer genoemd wordt in de Odyssee (X, 224), als hij aanspoort het huis van Circe binnen te gaan. Strabo vertelt dat hij als heros een heiligdom had in Temesa (of Tempsa), een plaats aan de westkust van het huidige Calabrië. Omdat hij op verraderlijke wijze gedood was zou hij zo'n afkeer hebben van de plaatselijke bevolking dat ze hem in navolging van een orakel een zoenoffer moesten brengen. Pausanias vertelt - zonder de naam Polites te noemen - het verhaal uitvoeriger: hij was dronken geworden en had een meisje verkracht, waarna hij door de plaatselijke bevolking door steniging was gedood. Zijn schim viel hen lastig en ze moesten daarom een heiligdom voor hem bouwen en als zoenoffer ieder jaar het mooiste meisje van Temesa met de held laten trouwen, totdat de bokser Euthymus daar een eind aan maakte (Pausanias, VI, 6, 7-10).
Het verhaal van Pausanias over Polites vormde de aanleiding voor de historische roman De held van Temesa van Simon Vestdijk (1962).